# Microrchestris scutatus
Microrchestris scutatus är en spindelart som beskrevs av Lawrence 1966. Microrchestris scutatus ingår i släktet Microrchestris och familjen jättekrabbspindlar.
Artens utbredningsområde är Namibia. Inga underarter finns listade i Catalogue of Life.